# 다케다 히데아키
다케다 히데아키(일본어: 武田 英明, 1985년 5월 22일 ~ )는 일본의 전 축구 선수이다.

## 구단 경력
과거 파지아노 오카야마, 마쓰모토 야마가 FC에서 활동하였다.